# بيلجارد بوسيو (إزار)
بيلجارد بوسيو هي بلدية في إزار في جنوب شرق فرنسا.